# Pallacanestro Trapani 2019-2020
Questa voce raccoglie le informazioni riguardanti la Pallacanestro Trapani nelle competizioni ufficiali della stagione 2019-2020.

## Verdetti stagionali
Competizioni nazionali
- Serie A2:

stagione regolare: - su 14 squadre;
Supercoppa LNP: Quarti di finale

## Stagione
La stagione 2019-2020 della Pallacanestro Trapani sponsorizzata 2B Control, è la 14ª nel secondo campionato italiano di pallacanestro, la Serie A2. Ad inizio stagione, la formazione siciliana conferma Daniele Parente come capo allenatore, al quale si affianca l'assistente Fabrizio Canella.
La pandemia di COVID-19 determina la sospensione del campionato 2019-2020 con la formazione granata al sesto posto, campionato che non verrà riavviato e definitivamente annullato.

## Divise di gioco
Il fornitore ufficiale di materiale tecnico per la stagione 2019-2020 è Erreà/TAG.
| Casa | Trasferta |

## Organigramma societario
Aggiornato al 23 luglio 2019.
Area dirigenziale
- Presidente: Pietro Basciano
- Vicepresidente: Fabrizio Giacalone
- General Manager: Nicolò Basciano
- Direttore generale: Davide Lamma (fino al 17 gen. 2020)[4]
- Team Manager: Luca Lazzarone
- Direttore amministrativo: Stefano Di Bono
- Responsabile comunicazione: Dario Gentile
- Addetto agli arbitri: Maurizio Felice

Area tecnica
- Allenatore: Daniele Parente
- Assistente: Fabrizio Canella
- Addetto statistiche: Alex Latini
- Preparatore atletico: Giacomo Sorrentino
- Fisioterapista / osteopata: Rino Barbiera
- Fisioterapista: Giuseppe Termini
- Responsabile settore giovanile: Claudio Carofiglio

## Roster
Aggiornato al 23 luglio 2019
| Pallacanestro Trapani 2019-20 | Pallacanestro Trapani 2019-20 |
| Giocatori                     | Staff tecnico                 |
| ----------------------------- | ----------------------------- |

| N. | Naz.                   | Ruolo | Nome                            | Anno | Alt.   | Peso   |  |
| -- | ---------------------- | ----- | ------------------------------- | ---- | ------ | ------ |  |
| 2  | Stati Uniti (bandiera) | AC    | Kenny Goins                     | 1996 | 202 cm | 105 kg |  |
| 3  | Italia (bandiera)      | P     | Salvatore Basciano              | 2004 | 174 cm | 61 kg  |  |
| 5  | Italia (bandiera)      | C     | Andrea Renzi (C)                | 1989 | 206 cm | 110 kg |  |
| 6  | Serbia (bandiera)      | A     | Marko Dosen                     | 2001 | 200 cm | 102 kg |  |
| 7  | Italia (bandiera)      | PG    | Gabriele Spizzichini            | 1992 | 196 cm | 84 kg  |  |
| 8  | Italia (bandiera)      | A     | Alessandro Ceparano             | 2001 | 200 cm | 88 kg  |  |
| 10 | Italia (bandiera)      | G     | Luciano Tartamella              | 2002 | 182 cm | 80 kg  |  |
| 14 | Bielorussia (bandiera) | A     | Vladislav Piarchak              | 2002 | 206 cm | 100 kg |  |
| 15 | Italia (bandiera)      | P     | Giorgio Lamia                   | 2002 | 175 cm | 66 kg  |  |
| 17 | Italia (bandiera)      | G     | Giorgio Guadalupi               | 2003 | 183 cm |        |  |
| 18 | Italia (bandiera)      | AP    | Marco Mollura                   | 1993 | 196 cm | 90 kg  |  |
| 21 | Stati Uniti (bandiera) | PG    | La'Marshall Corbett             | 1988 | 190 cm | 80 kg  |  |
| 22 | Italia (bandiera)      | P     | Tommy Pianegonda                | 2002 | 186 cm | 70 kg  |  |
| 24 | Italia (bandiera)      | P     | Matteo Palermo (dal 26/11/2019) | 1991 | 190 cm | 84 kg  |  |
| 25 | Italia (bandiera)      | C     | Curtis Nwohuocha                | 1997 | 202 cm | 112 kg |  |
| 32 | Italia (bandiera)      | P     | Federico Bonacini               | 1999 | 190 cm | 82 kg  |  |

| Allenatore                                                                   |
| Daniele Parente                                                              |
| Assistente/i                                                                 |
| Fabrizio Canella Legenda - (C) Capitano - (IN) Inattivo - Infortunato Roster |

## Mercato

### Sessione estiva
| Arrivi | Arrivi               | Arrivi              | Arrivi        |
| R      | Nome                 | da                  | Modalità      |
| ------ | -------------------- | ------------------- | ------------- |
| P/G    | La'Marshall Corbett  | Pod. Montegranaro   | Definitivo    |
| P/G    | Gabriele Spizzichini | Derthona Basket     | Definitivo    |
| AP     | Alessandro Ceparano  | Don Bosco Livorno   | Prestito      |
| A      | Alessandro Amici     | Amici Pall. Udinese | Definitivo    |
| P      | Federico Bonacini    | Pall. Reggiana      | Prestito      |
| AC     | Kenny Goins          | MSU Spartans        | Definitivo    |
| AP     | Vincenzo Guaiana     | Auxilium Torino     | Fine prestito |

| Partenze | Partenze         | Partenze        | Partenze       |
| R        | Nome             | a               | Modalità       |
| -------- | ---------------- | --------------- | -------------- |
| P        | Erik Czumbel     | Aquila Trento   | Fine prestito  |
| P        | Roberto Marulli  | Svincolato      | Fine contratto |
| P/G      | Rotnei Clarke    | Pall. Mantovana | Fine contratto |
| G        | Cameron Ayers    | Trefl Sopot     | Fine contratto |
| G        | Federico Miaschi | Reyer Venezia   | Fine prestito  |
| AP       | Giorgio Artioli  | Bakery Piacenza | Definitivo     |
| AC       | Rei Pullazi      | Derthona Basket | Fine contratto |
| AP       | Vincenzo Guaiana | Basket Cecina   | Prestito       |

### Dopo l'inizio della stagione
| Arrivi | Arrivi         | Arrivi            | Arrivi     |
| R      | Nome           | da                | Modalità   |
| ------ | -------------- | ----------------- | ---------- |
| P      | Matteo Palermo | Pod. Montegranaro | Definitivo |

| Partenze | Partenze         | Partenze        | Partenze   |
| R        | Nome             | a               | Modalità   |
| -------- | ---------------- | --------------- | ---------- |
| A        | Alessandro Amici | Eurobasket Roma | Definitivo |

## Risultati

### Campionato

#### Girone di andata
| Arbitri: | D'Amato (Roma) Longobucco (Ciampino) Tarascio (Priolo Gargallo) |

|                 |            |                   |
| Corbett 25      | Punti      | 15 Palumbo        |
| Nwohuocha 3     | Assist     | 6 Caroti          |
| Goins 11        | Rimbalzi   | 8 Pacher          |
| Daniele Parente | Allenatori | Adriano Vertemati |

| Arbitri: | Tirozzi (Bologna) Rudellat (Nuoro) Morassutti (Sassari) |

|                  |            |                 |
| Frazier 27       | Punti      | 25 Corbett      |
| Frazier 8        | Assist     | 7 Spizzichini   |
| Putney 7         | Rimbalzi   | 5 Andrea Renzi  |
| Giulio Griccioli | Allenatori | Daniele Parente |

| Arbitri: | Moretti (Marsciano) Bartolomeo (Cellino San Marco) Catani (Pescara) |

|                 |            |                          |
| Goins 12        | Punti      | 27 Johnson               |
| Amici 6         | Assist     | 4 Mobio                  |
| Amici 11        | Rimbalzi   | 7 Johnson, Laganà, Mobio |
| Daniele Parente | Allenatori | Marco Sodini             |

| Arbitri: | Gagliardi (Anagni) Marota (San Benedetto del Tronto) Mottola (Taranto) |

|               |            |                 |
| Miles 22      | Punti      | 26 Corbett      |
| Taylor jr. 5  | Assist     | 6 Amici         |
| Taylor jr. 11 | Rimbalzi   | 11 Goins        |
| Luciano Nunzi | Allenatori | Daniele Parente |

| Arbitri: | Di Toro (Perugia) Ferretti (Nereto) Pecorella (Trani) |

|                 |            |                 |
| Chiarastella 18 | Punti      | 19 Corbett      |
| De Nicolao 5    | Assist     | 3 Amici         |
| Chiarastella 6  | Rimbalzi   | 11 Goins        |
| Devis Cagnardi  | Allenatori | Daniele Parente |

| Arbitri: | Scrima (Catanzaro) Capurro (Reggio Calabria) Almerigogna (Trieste) |

|                  |            |                    |
| Corbett 28       | Punti      | 28 Roderick        |
| Mollura, Amici 5 | Assist     | 5 Roderick         |
| Goins 9          | Rimbalzi   | 10 Spizzichini     |
| Daniele Parente  | Allenatori | Stefano Sacripanti |

| Arbitri: | Costa (Livorno) Valzani (Corbetta) Martellosio (Buccinasco) |

|                        |            |                  |
| Saccaggi, Bortolani 15 | Punti      | 21 Corbett       |
| Massone 5              | Assist     | 2 Corbett, Amici |
| Omogbo 12              | Rimbalzi   | 10 Goins         |
| Paolo Galbiati         | Allenatori | Daniele Parente  |

| Arbitri: | Dionisi (Fabriano) Gonella (Genova) Tallon (Bologna) |

|                 |            |                        |
| Goins 14        | Punti      | 17 Sims                |
| Amici 6         | Assist     | 3 Martinoni, Valentini |
| Amici 11        | Rimbalzi   | 14 Sims                |
| Daniele Parente | Allenatori | Mattia Ferrari         |

| Arbitri: | Caforio (Brindisi) Radaelli (Rho) Marzulli (Milano) |

|                 |            |                      |
| Gaines 19       | Punti      | 25 Goins             |
| Mascolo 5       | Assist     | 5 Amici, Spizzichini |
| Gražulis 13     | Rimbalzi   | 7 Goins              |
| Marco Ramondino | Allenatori | Daniele Parente      |

| Arbitri: | Foti (Vittuone) Maschio (Firenze) De Biase (Udine) |

|                 |            |                 |
| Renzi 17        | Punti      | 20 Pepper       |
| Amici 6         | Assist     | 5 Bolpin        |
| Goins 7         | Rimbalzi   | 10 McGaughey    |
| Daniele Parente | Allenatori | Franco Gramenzi |

| Arbitri: | Beneduce (Caserta) Longobucco (Ciampino) Marziali (Edolo) |

|                           |            |                   |
| Zugno 17                  | Punti      | 25 Corbett, Goins |
| Zugno 3                   | Assist     | 4 Palermo         |
| Zugno, Allodi, Bozzetto 8 | Rimbalzi   | 6 Goins           |
| Marco Calvani             | Allenatori | Daniele Parente   |

| Arbitri: | Wassermann (Trieste) Patti (Montesilvano) Praticò (Reggio Calabria) |

|                 |            |                  |
| Corbett 25      | Punti      | 25 Brown         |
| Mollura 5       | Assist     | 2 Cannon         |
| Mollura 8       | Rimbalzi   | 8 Cannon         |
| Daniele Parente | Allenatori | Alessandro Rossi |

| Arbitri: | Di Toro (Perugia) Marota (San Benedetto del Tronto) Pellicani (Ronchi dei Legionari) |

|              |            |                 |
| Pinkins 22   | Punti      | 21 Goins        |
| Traini 8     | Assist     | 8 Spizzichini   |
| Pinkins 10   | Rimbalzi   | 8 Goins         |
| Demis Cavina | Allenatori | Daniele Parente |

#### Girone di ritorno
| Arbitri: | Caforio (Brindisi) Tallon (Bologna) Miniati (San Giovanni Valdarno) |

|                   |            |                               |
| Pacher 22         | Punti      | 20 Corbett                    |
| Palumbo, Ivanov 4 | Assist     | 4 Spizzichini                 |
| Borra 10          | Rimbalzi   | 6 Corbett, Renzi, Spizzichini |
| Adriano Vertemati | Allenatori | Daniele Parente               |

| Arbitri: | Pierantozzi (Ascoli Piceno) Chersicla (Oggiono) Barbiero (Milano) |

|                 |            |                      |
| Corbett 35      | Punti      | 22 Frazier, Lupusor  |
| Corbett 6       | Assist     | 4 Portannese         |
| Mollura 9       | Rimbalzi   | 7 Frazier, Fall      |
| Daniele Parente | Allenatori | Giovanni Perdichizzi |

| Arbitri: | Boscolo (Chioggia) Maffei (Preganziol) Patti (Montesilvano) |

|              |            |                 |
| Johnson 17   | Punti      | 22 Corbett      |
| Laganà 5     | Assist     | 6 Spizzichini   |
| Johnson 14   | Rimbalzi   | 11 Spizzichini  |
| Marco Sodini | Allenatori | Daniele Parente |

| Arbitri: | Nuara (Selvazzano Dentro) Saraceni (Zola Predosa) Capurro (Reggio Calabria) |

|                 |            |                      |
| Corbett 21      | Punti      | 20 Taylor jr.        |
| Palermo 5       | Assist     | 4 Amici              |
| Nwohuocha 11    | Rimbalzi   | 10 Taylor jr., Fanti |
| Daniele Parente | Allenatori | Massimo Maffezzoli   |

| Arbitri: | Masi (Firenze) Raimondo (Scicli) Longobucco (Ciampino) |

|                 |            |                |
| Corbett 21      | Punti      | 13 Ambrosin    |
| Palermo 5       | Assist     | 3 Easley       |
| Mollura 10      | Rimbalzi   | 7 Easley       |
| Daniele Parente | Allenatori | Devis Cagnardi |

| Arbitri: | Foti (Vittuone) Ferretti (Nereto) Bonotto (Vazzola) |

|                                           |            |                 |
| Monaldi 15                                | Punti      | 14 Bonacini     |
| Monaldi, Roderick, Spizzichini, Sherrod 3 | Assist     | 3 Spizzichini   |
| Roderick 7                                | Rimbalzi   | 11 Spizzichini  |
| Stefano Sacripanti                        | Allenatori | Daniele Parente |

| Arbitri: | Caforio (Brindisi) Bartolomeo (Cellino San Marco) Mottola (Taranto) |

|                        |            |                |
| Renzi 16               | Punti      | 14 Saccaggi    |
| Mollura 6              | Assist     | 3 Saccaggi     |
| Spizzichini, Mollura 7 | Rimbalzi   | 9 Polite       |
| Daniele Parente        | Allenatori | Paolo Galbiati |

| Arbitri: | Terranova (Ferrara) Puccini (Genova) Maschietto (Treviso) |

|                    |            |                        |
| Roberts, Cesana 10 | Punti      | 22 Corbett             |
| Denegri 5          | Assist     | 5 Spizzichini, Palermo |
| Sims 11            | Rimbalzi   | 11 Renzi               |
| Mattia Ferrari     | Allenatori | Daniele Parente        |

| Arbitri: | Moretti (Marsciano) Chersicla (Oggiono) Giovannetti (Papigno) |

|                                   |            |                                 |
| Corbett 39                        | Punti      | 23 Gražulis                     |
| Mollura 8                         | Assist     | 4 Sanders, Severini, Tavernelli |
| Nwohuocha, Palermo, Spizzichini 6 | Rimbalzi   | 8 Gražulis                      |
| Daniele Parente                   | Allenatori | Marco Ramondino                 |

| Arbitri: | Radaelli (Rho) Catani (Pescara) Del Greco (Verona) |

|                 |            |                 |
| Moore 19        | Punti      | 26 Corbett      |
| Musso 5         | Assist     | 6 Corbett       |
| Moore 5         | Rimbalzi   | 6 Goins         |
| Franco Gramenzi | Allenatori | Daniele Parente |

| Arbitri: | Ursi (Livorno) Yang Yao (Vigasio) Tarascio (Priolo Gargallo) |

|                 |            |               |
| Corbett 24      | Punti      | 26 Carroll    |
| Palermo 4       | Assist     | 4 Zugno       |
| Goins 8         | Rimbalzi   | 13 Carroll    |
| Daniele Parente | Allenatori | Marco Calvani |

| Arbitri: | Tirozzi (Bologna) Morassutti (Sassari) Miniati (San Giovanni Valdarno) |

|                       |            |                 |
| Vildera 25            | Punti      | 17 Palermo      |
| Passera, Stefanelli 5 | Assist     | 7 Spizzichini   |
| Cannon 12             | Rimbalzi   | 7 Renzi         |
| Alessandro Rossi      | Allenatori | Daniele Parente |

| Arbitri: | Bartoli (Trieste) Wassermann (Trieste) Marziali (Edolo) |

|                 |            |                               |
| Corbett 32      | Punti      | 20 Pinkins                    |
| Mollura 7       | Assist     | 3 Pinkins, Cappelletti, Marks |
| Corbett 8       | Rimbalzi   | 7 Cappelletti                 |
| Daniele Parente | Allenatori | Demis Cavina                  |

#### Fase ad orologio
Non disputata per la conclusione anticipata del campionato.

### Supercoppa LNP

#### Girone Azzurro
| Arbitri: | Raimondo (Scicli) Salustri (Roma) Marziali (Edolo) |

|                 |            |                               |
| Corbett 18      | Punti      | 24 James                      |
| Nwohuocha 4     | Assist     | 2 Easley, De Nicolao, Cuffaro |
| Nwohuocha 9     | Rimbalzi   | 6 De Nicolao, Chiarastella    |
| Daniele Parente | Allenatori | Devis Cagnardi                |

| Arbitri: | Scriva (Catanzaro) Capurro (Reggio Calabria) Praticò (Reggio Calabria) |

|              |            |                                |
| Mobio 14     | Punti      | 11 Corbett                     |
| Galipò 3     | Assist     | 3 Corbett, Bonacini, Nwohuocha |
| Johnson 17   | Rimbalzi   | 13 Nwohuocha                   |
| Marco Sodini | Allenatori | Daniele Parente                |

| Arbitri: | Cappello (Porto Empedocle) Capurro (Reggio Calabria) Scriva (Catanzaro) |

|                 |            |                   |
| Spizzichini 19  | Punti      | 15 Roderick       |
| Corbett 5       | Assist     | 3 Sherrod, Sandri |
| Goins 8         | Rimbalzi   | 10 Sherrod        |
| Daniele Parente | Allenatori | Gianluca Lulli    |

#### Classifica
|    | Classifica Girone Azzurro | G | V | P | Pf  | Ps  |
| -- | ------------------------- | - | - | - | --- | --- |
| 1. | Pall. Trapani             | 3 | 3 | 0 | 223 | 181 |
| 2. | Fortitudo Agrigento       | 3 | 2 | 1 | 248 | 205 |
| 3. | Napoli Basket             | 3 | 1 | 2 | 194 | 203 |
| 4. | Orlandina                 | 3 | 0 | 3 | 175 | 251 |

#### Quarti di finale
| Arbitri: | Ursi (Livorno) Gonella (Genova) Puccini (Genova) |

|                 |            |              |
| Corbett 19      | Punti      | 20 Pinkins   |
| Corbett 6       | Assist     | 6 Pinkins    |
| Nwohuocha 6     | Rimbalzi   | 13 Diop      |
| Daniele Parente | Allenatori | Demis Cavina |